# Freedom Toaster
Un Freedom Toaster è un chiosco pubblico per la masterizzazione di copie di software libero su CD e DVD, forniti dall'utente.

## Storia

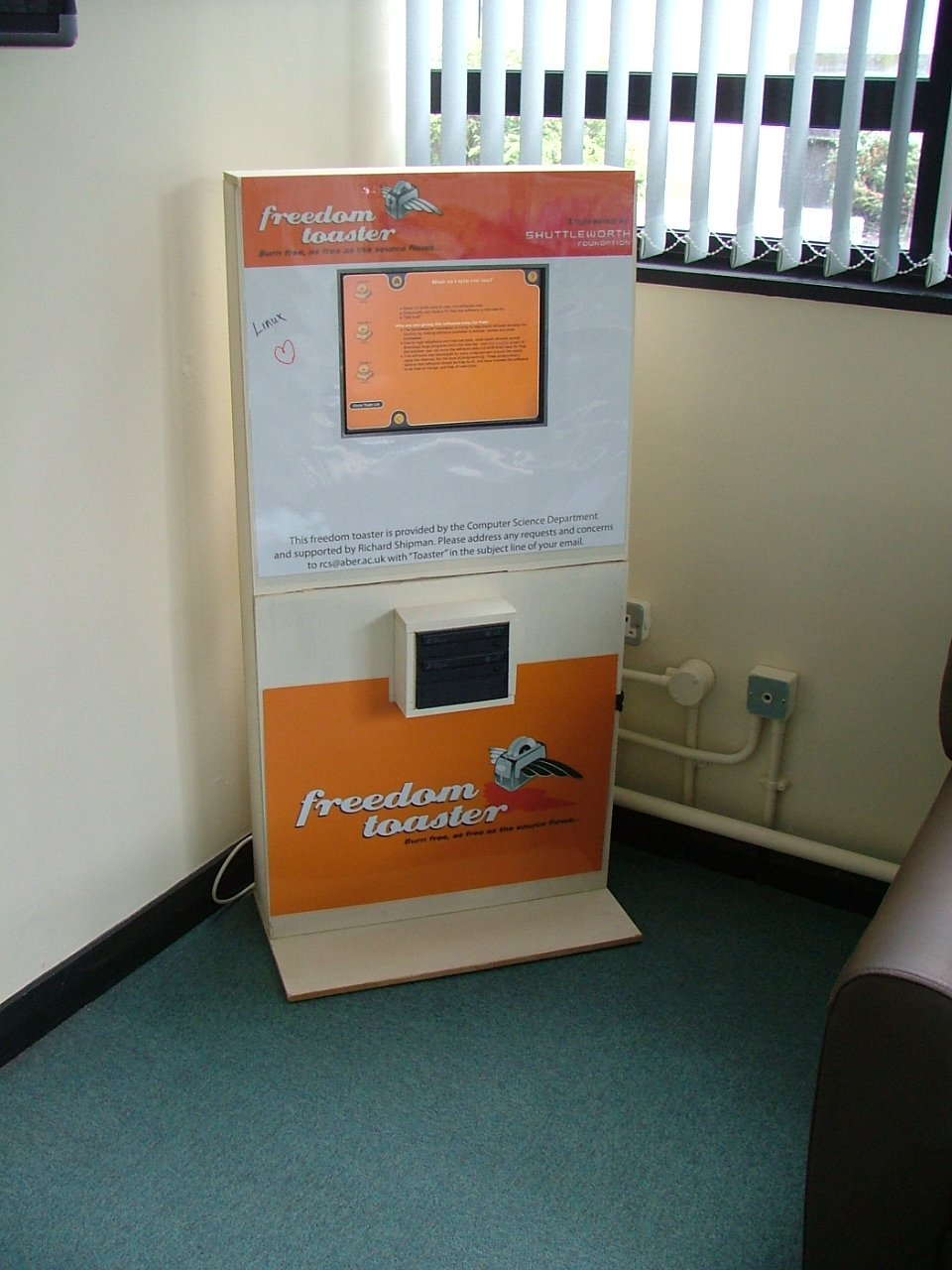
Freedom Toaster in Aberystwyth

Il progetto del Freedom Toaster era inizialmente sponsorizzato dalla Shuttleworth Foundation Archiviato il 16 settembre 2014 in Internet Archive. di Mark Shuttleworth. Il concept del progetto era la predisposizione di kiosk dove fosse possibile masterizzare delle copie di software libero e open source su Cd e DVD.
Il progetto iniziò per risolvere il problema di ottenere delle copie di Linux e altro software libero in Sudafrica, dove la scarsa disponibilità di accesso ad internet a banda larga rendevano difficoltoso e molto costoso il download file di grandi dimensioni (come una distribuzione di Linux, che poteva raggiungere i 700 MB).
Attualmente i Freedom Toaster sono installati in varie località: Bloemfontein, Città del Capo (2), Diepkloof, Durban, East London, Grahamstown, Johannesburg (5), Knysna, Namibia, Pietermaritzburg, Port Elizabeth, Port Shepstone, Potchefstroom, Pretoria (3), Stellenbosch, Stoccolma, Trivandrum e Aberystwyth University. Si prevede l'installazione di Freedom Toaster anche in altre località .

## Obiettivo
I Freedom Toaster permettono agli utenti in condizioni economiche svantaggiate o sprovvisti di un accesso ad internet di ottenere del software, in modo da ridurre il divario digitale.
Un Freedom Toaster può essere collocato in ogni luogo pubblico (scuole, biblioteche, centri commerciali, ecc.); l'unico costo d'uso per l'utente finale è costituito dall'acquisto di un CD (o DVD) masterizzabile.
Il nome del Freedom Toaster deriva da "Freedom" (libertà in inglese) che si riferisce al free and open source software (software libero e open source) che viene fornito e da "Toaster" (tostapane) che si riferisce alla possibilità di masterizzare dei supporti.

## Diffusione
La Shuttleworth Foundation incoraggia la diffusione dei Freedom Toaster fornendo gli strumenti software necessari per creare, gestire e mantenerei Freedom Toaster.  Ha inoltre finanziato la costituzione della Breadbin Interactive da parte di Brett Simpson per creare un modello di business sostenibile.
L'iniziativa è stata presa indipendente anche da un'azienda in India, la Zyxware Technologies che, in collaborazione con il  GNU/Linux Users Group Trivandrum si è occupata della diffusione dei Freedom Toaster in India.

## Iniziative analoghe
Iniziative analoghe, sotto nomi diversi, sono nate in Italia ad opera di alcuni Linux User Group (LUG): la Linux Burning Machine del LinuxTrent (LUG di Trento), disponibile a Trento e Rovereto, il medesimo progetto sviluppato da Glux (Gruppo Lecco Utenti LinuX) e BGlug (LUG di Bergamo), la DistroBox del GlugTO di Torino, il FreeToaster dello GNU/LUG Perugia
Questi progetti si caratterizzano anche per l'utilizzo di trashware, ovvero del recupero e riutilizzo di computer dismessi.